# Cá lăng chấm
Cá lăng chấm (danh pháp khoa học: Hemibagrus guttatus) là một loài cá trong chi Cá lăng (Hemibagrus) của họ Cá lăng (Bagridae), bộ Cá da trơn. Cá lăng là một trong những loài cá nước ngọt lớn nhất, trong tự nhiên đã bắt được những con từ 40 –50 kg.

## Phân bố
Ở Việt Nam chúng chỉ có mặt ở một vài con sông ở miền núi và chỉ có ở những đoạn nhiều ghềnh thác, dòng chảy mạnh, chúng có rất nhiều ở sông Đà, sông Lô vùng Phú Thọ

## Đặc điểm
Là một loài cá không có xương dăm, thịt rất ngon nên rất được ưa chuộng. Chả cá Lã Vọng ở Hà Nội trở nên nổi tiếng cũng nhờ làm từ loài cá này. Ở vùng Phú Thọ cá lăng hiện diện ở hầu hết các nhà hàng cá sông, nhiều nhà hàng chỉ bán độc nhất các món ăn chế biến từ cá lăng. 

## Sử dụng

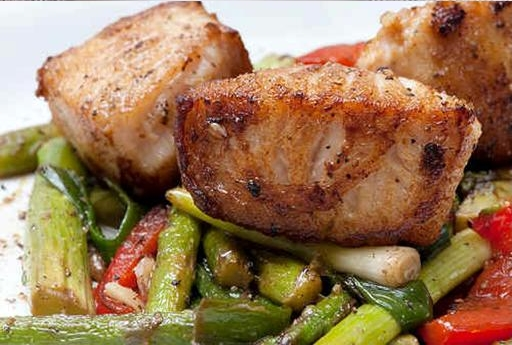
Thịt cá lăng chiên
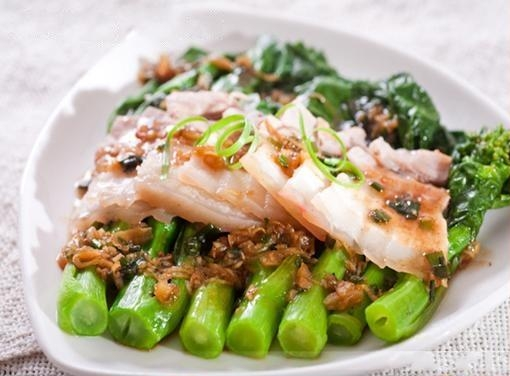
Thịt cá lăng hấp
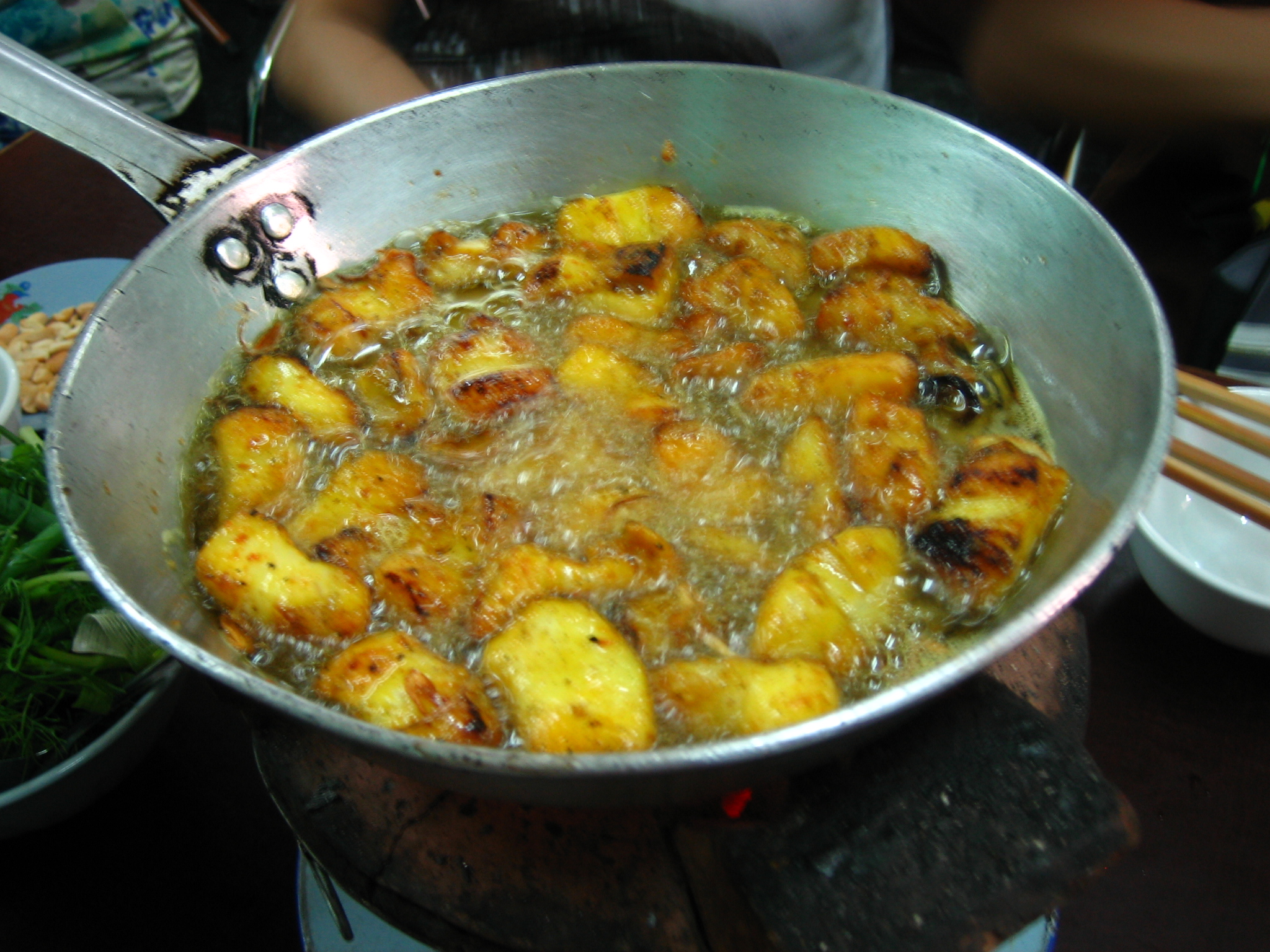
Thịt cá lăng làm chả cá ở Hà Nội